# Convento da Santíssima Trindade de Alvito
O Convento da Santíssima Trindade de Alvito é um edifício histórico na vila de Alvito, na região do Alentejo, em Portugal.

## Descrição
O edifício situa-se no Largo da Trindade, no centro histórico da vila de Alvito. Integra-se em geral no estilo maneirista. Apresenta uma fachada bastante sóbria, de acordo com os padrões vernaculares do século XIX, com dois registos. O primeiro possui uma só porta no centro, duas janelas com grades e duas frestas, enquanto que no superior abrem-se sete janelas, uma central e seis laterais, sendo duas de cada lado de sacada.
O convento pertencia à Ordem da Santíssima Trindade, e era destinado a indivíduos do sexo masculino.

## História
Foi construído originalmente no século XIII, como uma casa para clérigos capelões da Ordem da Santíssima Trindade. A vila de Alvito tinha sido legada à ordem pelo testamento de Estevão Anes, chanceler de D. Afonso III, que faleceu em 20 de Março de 1279. A instalação desta casa primitiva pode ser integrada num período de expansão da ordem dos trinitários, iniciada durante o século XIII, como parte das suas importantes funções de resgate dos cristãos que estivessem presos em territórios muçulmanos.
Em 1618 o arcebispo de Évora, D. José de Mello, aprovou a reconversão do edifício num convento, tendo as obras sido feitas ainda nos princípios da centúria. Na sequência do processo de extinção das ordens religiosas, no século XIX, foi vendido em hasta pública e depois reutilizado como casa particular.
Devido às profundas campanhas de obras pelas quais passou nos séculos XVII e XIX, sobrevivem poucos indícios do edifício original, embora alguns elementos em cantaria tenham sido reaproveitados aquando da sua transformação numa residência.